# سیارک ۱۷۰۸۸
سیارک ۱۷۰۸۸ (به انگلیسی: 17088 Giupalazzolo، نامگذاری:1999JF19) هفده هزار و هشتاد و هشتمین سیارک کشف شده‌است که در ۱۰ مه ۱۹۹۹ کشف شد.
قدر مطلق سیارک برابر ۱۵.۵ است.